# مصرف لبنان
مصرف لبنان (بالفرنسية: banque du liban) هو المصرف المركزي في لبنان. أنشيء في 1 أغسطس 1963 ولكن البداية الحقيقية له كانت في 1 أبريل 1964. كان يرأس المصرف رياض سلامة الذي ورد اسمه كأفضل محافظ مصرف مركزي في الشرق الأوسط لعام 2005. ومنذ 27 مارس 2025 يرأس المصرف كريم سعيد، بعد تعيينه خلفًا لرياض سلامة. ومن مسؤوليات المصرف إصدار عملة لبنان (الليرة اللبنانية) والمحافظة على الاستقرار النقدي في لبنان وتنظيم عمليات نقل الأموال والحفاظ على سلامة القطاع المصرفي ومراقبته وتحديد قوانينه. أطلق المصرف، بالتعاون مع حكومة لبنان، خطة خمسية لخفض ديون لبنان.الفرع الرئيسي للمصرف هو في مدينة بيروت وله فروع أخرى في عالية وبعلبك، بكفيا، جونيه، النبطية وصيدا، طرابلس، صور وزحلة.

## الدور والوظيفة
تم تأسيس مصرف لبنان بقانون النقد والتسليف الصادر في 1 آب 1963، بموجب المرسوم رقم 13513. بدأ في العمل بشكل فعال في 1 أبريل 1964. المصرف هو كيان قانوني عام يتمتع بالاستقلال المالي والإداري. الا انه لا يخضع للقواعد الإدارية والتنظيمية والضوابط المطبقة على القطاع العام، وهو مخصص بالكامل.
وبموجب القانون، يتمتع المصرف بصلاحيات كاملة لأداء مهماته. فيمكن استخدام جميع التدابير التي يراها مناسبة لضمان استقرار سعر الصرف، كما يحق له في التدخل في سوق الصرف الأجنبي عن طريق شراء وبيع العملات الأجنبية.
يسيطر مصرف لبنان على السيولة المصرفية من خلال تعديل أسعار الخصم، من خلال التدخل في السوق المفتوحة، وكذلك من خلال تحديد التسهيلات الائتمانية للبنوك والمؤسسات المالية. كما ينظم العمليات الائتمانية للبنوك من حيث حجم وأنواع الائتمان، ومن خلال فرض سقف الائتمان، وتوجيه القروض نحو أغراض أو قطاعات محددة ويضع الشروط والأنظمة التي تحكم الاعتمادات بشكل عام. وبفرض توجهات موجودات البنوك والقروض على النحو الذي يحدده وذلك للحفاظ على الاحتياطي، وله صلاحية اتخاذ العقوبات في حال المخالفة.
يمنح مصرف لبنان تراخيص لإنشاء بنوك والمؤسسات المالية وشركات الوساطة، وتجار المال والمصارف الأجنبية وشركات التأجير وصناديق الاستثمار في لبنان. تسيطر لجنة الرقابة على المصارف بطريقة إشرافية على هذه المؤسسات. وبالتشاور مع جمعية المصارف، يعمم مصرف لبنان القضايا والقرارات التي تنظم علاقات البنوك مع عملائها.
هناك تنسيق منتظم بين مصرف لبنان والحكومة من أجل ضمان التناسق بين أهداف مصرف لبنان وتلك الحكومة. بالتعاون مع الحكومة يتخذ التدابير السياسة المالية والنقدية. كما يبلغ الحكومة بشأن المسائل الاقتصادية التي قد تؤثر سلبا على الاقتصاد الوطني والعملة، ويقترح التدابير التي قد تعود بالنفع على ميزان المدفوعات، ومستوى الأسعار، والمالية العامة، ويقدم نصائح حول كيفية تعزيز النمو الاقتصادي. فإنه يضمن أيضا العلاقات بين الحكومة والمؤسسات المالية الدولية.

## مجلس الإدارة
ويدار مصرف لبنان من قبل الحاكم الذي يساعده أربعة نواب محافظين، وكذلك من قبل المجلس المركزي.

### الحاكم
الحاكم هو الممثل القانوني للمصرف لبنان، وله سلطة واسعة على إدارة المصرف. من أهم مسؤولياته إنفاذ قوانين النقد والتسليف، وتنفيذ قرارات المجلس المركزي. ويعّين الحاكم بناء على اقتراح من وزير المالية، بمرسوم يقره مجلس الوزراء، لمدة ست سنوات قابلة للتجديد. وفي 27 مارس 2025، قرر مجلس الوزراء اللبناني تعيين كريم سعيد حاكماً للمصرف المركزي، بعد أن حصل على 17 صوتاً من أصل 24.

### نواب الحاكم
بالتشاور مع الحاكم وبناء على اقتراح من وزير المالية، ويتم تعيين نواب الحاكم بموجب مرسوم حكومي من قبل مجلس الوزراء لمدة خمس سنوات قابلة للتجديد. يقوم نواب الحاكم بالمساعدة في إدارة المصرف، وتنفيذ المهام المحددة من قبل الحاكم. وبالإضافة إلى ذلك، كما يقومون بمهامهم كأعضاء في المجلس المركزي.

### المجلس المركزي
يحدد المجلس المركزي السياسات النقدية والائتمانية للمصرف، بما في ذلك عرض النقود، والخصم ومعدلات الإقراض. ويناقش ويقرر، من بين أمور أخرى، على القضايا المتعلقة بالقطاعين المصرفي والمالي، وينشئ مراكز تبادل المعلومات، وإصدار العملة وعلى طلبات القروض من قبل جهات القطاع العام.